# الشوح بلتعة
الشوح بلتعة قرية في ناحية صلنفة التابعة لمنطقة الحفّة في محافظة اللاذقية. بلغ عدد سكانها 687 نسمة حسب تعداد عام 2004.